# Gare de Nivelles
La gare de Nivelles est une gare ferroviaire belge de la ligne 124, de Bruxelles-Midi à Charleroi-Central, située à proximité du centre de la ville de Nivelles, dans la province du Brabant wallon en région wallonne.
Elle est mise en service en 1874 par l’Administration des chemins de fer de l’État belge.
C'est une gare voyageurs de la Société nationale des chemins de fer belges (SNCB), desservie par des trains InterCity (IC), Suburbains S1, Suburbains S9, Suburbains S19 et Train P (Heure de pointe).

## Situation ferroviaire
Établie à 117 mètres d'altitude, la gare de Nivelles est située au point kilométrique (PK) 28,899 de la ligne 124 de Bruxelles-Midi à Charleroi-Central, entre les gares ouvertes de Lillois et d'Obaix-Buzet,.

## Histoire
La station intermédiaire de Nivelles-Est est mise en service le 1er juin 1874 par l’Administration des chemins de fer de l’État belge, lorsqu’elle ouvre à l'exploitation les 17,5 kilomètres de la section de Lillois à Luttre de sa ligne de Bruxelles à Charleroi.
Auparavant, la desserte de Nivelles était seulement possible par la ligne Manage - Court-Saint-Étienne, inaugurée en 1852, qui avait construit la gare de Nivelles-Nord.
En janvier 1896 elle est ouverte à tous les transports.
Avec la fermeture de l'autre gare (Nivelles-Nord), son nom officiel devient simplement « Nivelles » au début des années 1980.

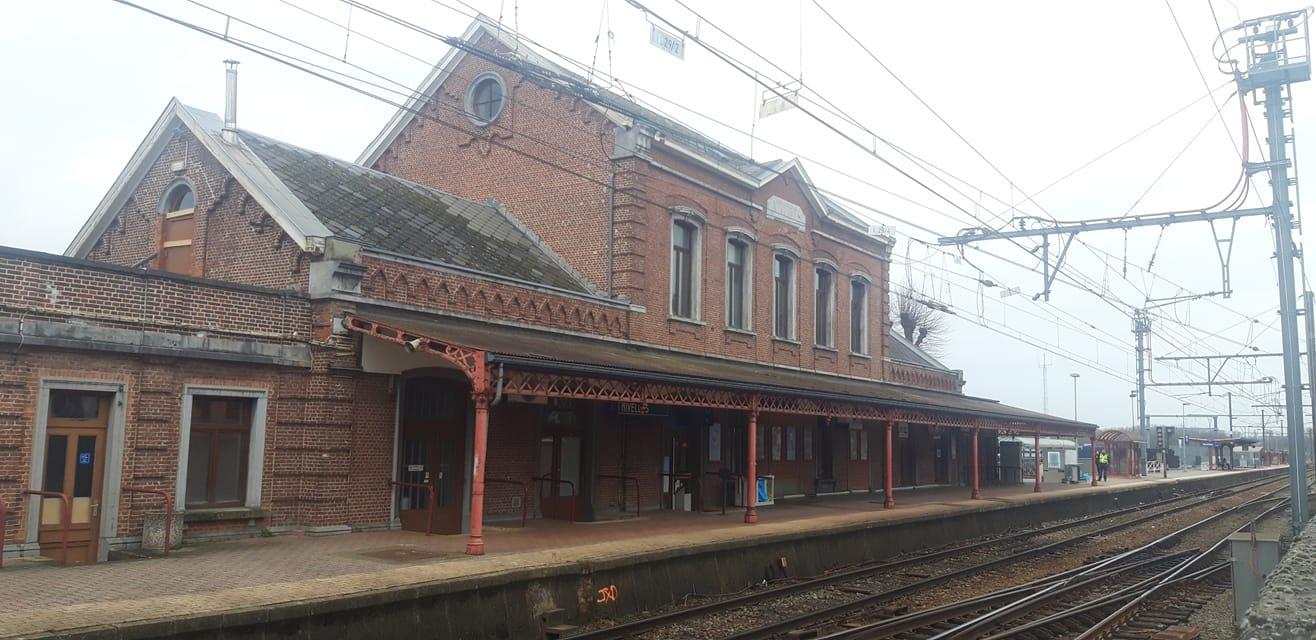
L'ancien bâtiment de la gare.

### Réaménagement
Dans les années 2000-2020, la gare de Nivelles est complètement réaménagée avec de nouveaux quais surplombant un vaste parking. Un nouveau bâtiment voyageurs a été installé au bord des nouveaux quais.
L'ancien bâtiment, datant de 1874, est devenu inutile et une promesse de vente au bureau d’études en stabilité Neuf81, actuellement implanté à Genappe a été signée. Le souhait du bourgmestre était qu'il soit maintenu en place et éventuellement consacré à des activités associatives, ce qui n'est pas totalement exclu car, étant donné la superficie des lieux, le bureau d’ingénieurs ne devrait pas en être le seul occupant. Ce dernier est en réflexion par rapport aux possibilités d’affectation de la surface restante".

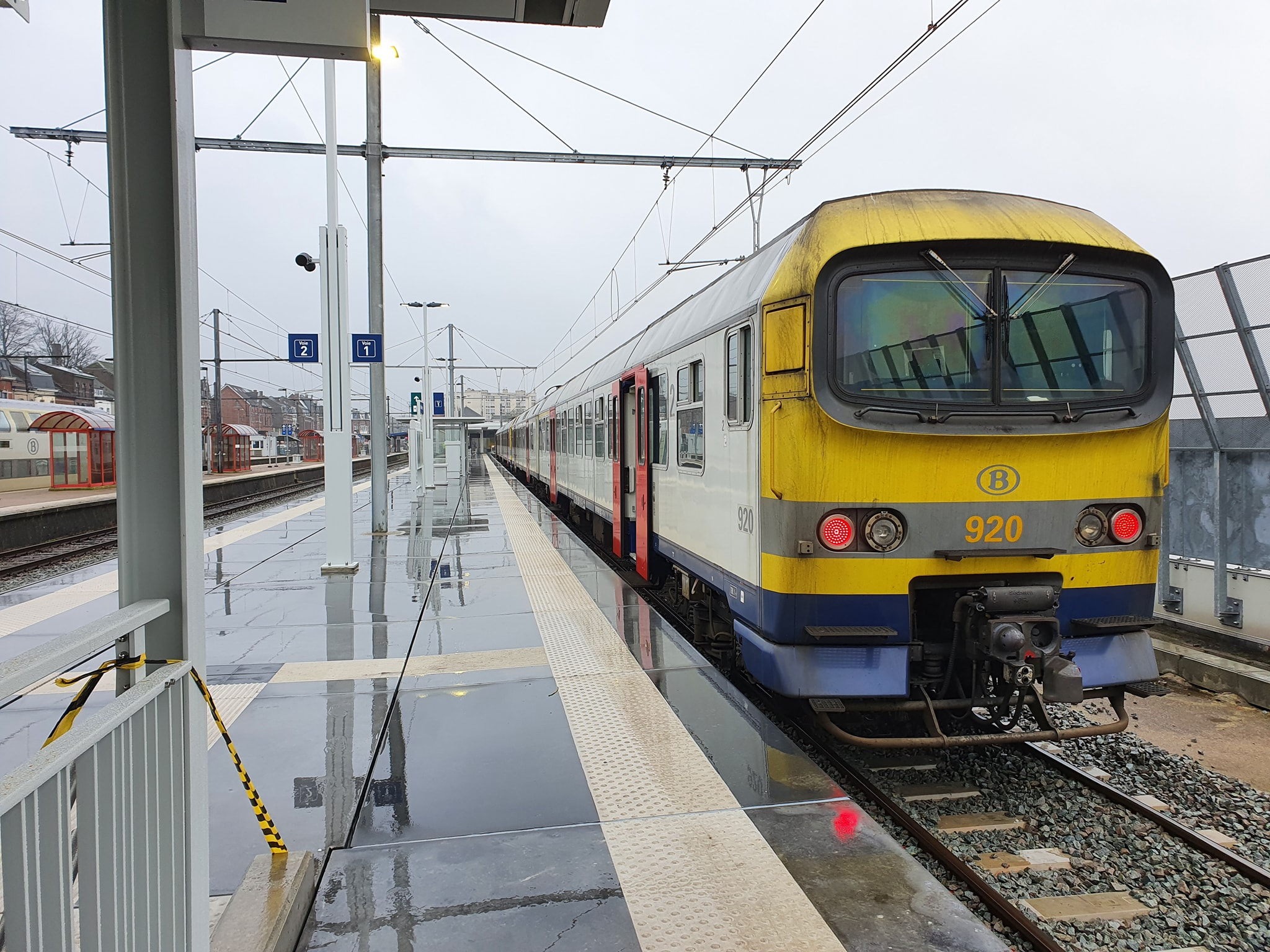
Train S9 à quai.

À partir du 7 février 2022 le nouveau quai central pour les nouvelles voie 1 et 2 est inauguré. Ce qui fait que le nombre de quai augmente de 2 à 3 quais centraux et de 4 à 6 voies (dont 2 en impasse).
Du 19 avril 2022 jusqu'au 4 juin 2022 Infrabel avait procédé à l'agrandissement du quai des voies 3 et 4 en direction de Bruxelles. Ces travaux ont permis la démolition du quai 4 (ancien quai 1) au niveau de l'ancienne gare et l'ajout d'un aiguillage vers la voie 3 en direction de Bruxelles, du 17 au 27 février 2023. Ces travaux s'inscrivaient dans le cadre de la préparation de l'arrivée du RER à Nivelles.

## Service des voyageurs

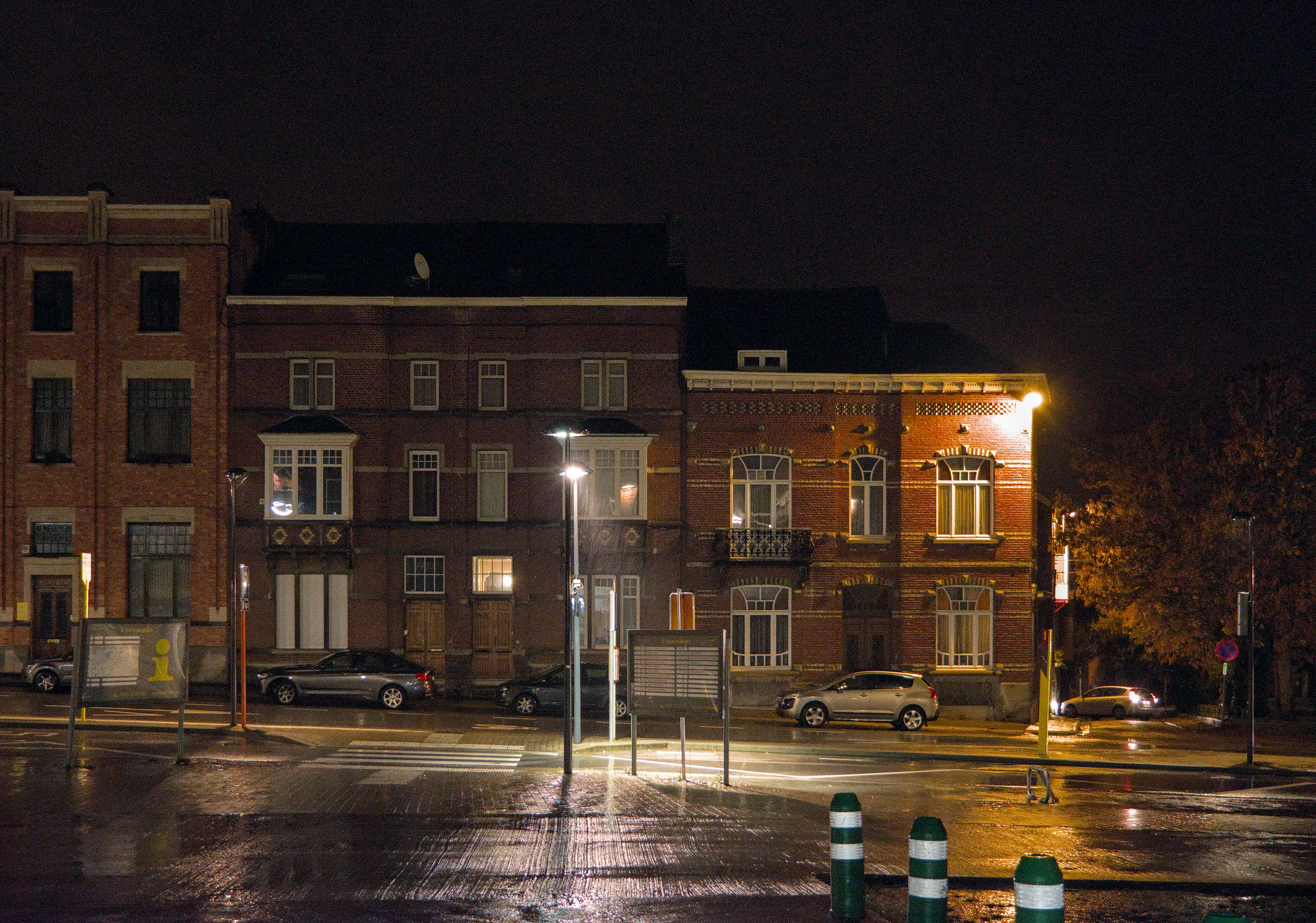
Arrêt des autobus devant la Gare de Nivelles

### Accueil
La gare SNCB dispose d'un bâtiment voyageurs accessibles avec salle d'attente, un guichet ouvert tous les jours. Elle est équipée d'automates pour l'achat de titres de transport. Un service, des aménagements et équipements, sont à la disposition des personnes à mobilité réduite. Une librairie 'Night & Day' (point presse et vente) est installé à côté de la gare ainsi que deux distributeurs de billets.

### Desserte
Nivelles, est desservie par des trains InterCity (IC), Suburbains (S) et d'heure de pointe (P) de la Société nationale des chemins de fer belges (SNCB), sur la ligne commerciale 124 : Bruxelles-Midi - Charleroi-Central,.

#### Semaine
La desserte comprend cinq trains par heure en direction de Bruxelles et trois trains par heure en direction de Charleroi et quelques trains P aux heures de pointe :
- deux trains IC-05 et 07 reliant Charleroi-Central à Anvers-Central (IC-07) et Essen (IC-05) ;
- un S19 par heure entre Brussels Airport-Zaventem et Charleroi-Central via Bruxelles-Schuman et Etterbeek ;
- deux trains par heure de la ligne S1 du RER bruxellois reliant Nivelles à Anvers-Central via Bruxelles-Central ;
  - le premier train S1 de la journée part de Charleroi-Central au lieu de Nivelles ;
- deux paires de trains P reliant Jemeppe-sur-Sambre à Schaerbeek le matin, retour l’après-midi ; le matin, un de ces trains marque davantage d'arrêts (Waterloo, Rhode-Saint-Genèse et Uccle-Calevoet).

#### Week-ends et jours fériés
La desserte est plus restreinte et comprend :
- un train IC-31 reliant Charleroi-Central à Anvers-Central, toutes les heures, le samedi comme le dimanche ;
- un train S19 de Nivelles à Louvain via Bruxelles-Schuman et l'aéroport ;
- le samedi, deux trains S1 par heure, reliant Nivelles à Anvers-Central ;
- le dimanche, un train S1 par heure, reliant Nivelles à Bruxelles-Nord.

### Intermodalité
Un parc pour les vélos (gratuit) et un parking (payant) pour les véhicules y sont aménagés.
Elle est desservie par des bus du réseau TEC Brabant wallon : lignes E2, E4, E5, E7, 16, 19, 62, 63, 66, 69, 70, 71, 72, 73, 74, 76, 568.

## Comptage voyageurs
Ce graphique et tableau montre le nombre de voyageurs embarquant en moyenne durant la semaine, le samedi et le dimanche.
| Nombre de passagers qui embarquent à la gare de Nivelles | Nombre de passagers qui embarquent à la gare de Nivelles | Nombre de passagers qui embarquent à la gare de Nivelles | Nombre de passagers qui embarquent à la gare de Nivelles |
|                                                          | Semaine                                                  | Samedi                                                   | Dimanche                                                 |
| -------------------------------------------------------- | -------------------------------------------------------- | -------------------------------------------------------- | -------------------------------------------------------- |
| 1977                                                     | 5 220                                                    | 1 352                                                    | 739                                                      |
| 1978                                                     | 4 512                                                    | 1 091                                                    | 624                                                      |
| 1979                                                     | 4 427                                                    | 1 198                                                    | 749                                                      |
| 1980                                                     | 5 058                                                    | 902                                                      | 697                                                      |
| 1981                                                     | 5 147                                                    | 1 042                                                    | 718                                                      |
| 1982                                                     | 5 120                                                    | 943                                                      | 712                                                      |
| 1983                                                     | 5 180                                                    | 1 150                                                    | 752                                                      |
| 1984                                                     | 5 818                                                    | 1 438                                                    | 1 271                                                    |
| 1985                                                     | 4 973                                                    | 1 384                                                    | 1 259                                                    |
| 1986                                                     | 4 625                                                    | 1 377                                                    | 837                                                      |
| 1987                                                     | 4 937                                                    | 1 356                                                    | 943                                                      |
| 1988                                                     | 4 374                                                    | 1 140                                                    | 822                                                      |
| 1989                                                     | 4 837                                                    | 1 194                                                    | 903                                                      |
| 1990                                                     | 3 432                                                    | 1 082                                                    | 773                                                      |
| 1991                                                     | 3 767                                                    | 1 107                                                    | 774                                                      |
| 1992                                                     | 4 737                                                    | 1 150                                                    | 771                                                      |
| 1993                                                     | 4 175                                                    | 913                                                      | 730                                                      |
| 1994                                                     | 4 384                                                    | 1 032                                                    | 1 568                                                    |
| 1995                                                     | 3 856                                                    | 879                                                      | 664                                                      |
| 1996                                                     | 4 664                                                    | 965                                                      | 541                                                      |
| 1997                                                     | 4 647                                                    | 935                                                      | 738                                                      |
| 1998                                                     | 4 369                                                    | 882                                                      | 644                                                      |
| 1999                                                     | 3 821                                                    | 874                                                      | 603                                                      |
| 2000                                                     | 3 681                                                    | 1 100                                                    | 659                                                      |
| 2001                                                     | 4 410                                                    | 1 117                                                    | 653                                                      |
| 2002                                                     | 4 216                                                    | 1 164                                                    | 786                                                      |
| 2003                                                     | 4 602                                                    | 1 158                                                    | 852                                                      |
| 2004                                                     | 4 769                                                    | 1 020                                                    | 726                                                      |
| 2005                                                     | 4 235                                                    | 1 229                                                    | 752                                                      |
| 2006                                                     | 4 194                                                    | 1 178                                                    | 854                                                      |
| 2007                                                     | 4 548                                                    | 1 200                                                    | 852                                                      |
| 2008                                                     | -                                                        | -                                                        | -                                                        |
| 2009                                                     | 4 586                                                    | 1 279                                                    | 869                                                      |
| 2010                                                     | -                                                        | -                                                        | -                                                        |
| 2011                                                     | -                                                        | -                                                        | -                                                        |
| 2012                                                     | 4 740                                                    | 1 090                                                    | 1 038                                                    |
| 2013                                                     | 4 428                                                    | 1 156                                                    | 943                                                      |
| 2014                                                     | 4 184                                                    | 1 101                                                    | 914                                                      |
| 2015                                                     | 4 441                                                    | 903                                                      | 589                                                      |
| 2016                                                     | 4 399                                                    | 1 110                                                    | 825                                                      |
| 2017                                                     | 4 268                                                    | 1 173                                                    | 897                                                      |
| 2018                                                     | 4 589                                                    | 1 393                                                    | 1 032                                                    |
| 2019                                                     | 4 866                                                    | 1 444                                                    | 902                                                      |
| 2020                                                     | 3 558                                                    | 1 209                                                    | 924                                                      |
| 2021                                                     | -                                                        | -                                                        | -                                                        |
| 2022                                                     | 3 691                                                    | 1 523                                                    | 1 082                                                    |
| 2023                                                     | 4 485                                                    | 1 258                                                    | 1 011                                                    |
| 2024                                                     | 4 153                                                    | 1 644                                                    | 1 213                                                    |